# Halidži
Halidži (arapski: ‏خليجي‎ , "ḫalīǧī", eng.: Khaleeji) će biti (ne prije 2015. iako je prvobitno ciljana godina 2010.) nova valuta Vijeća za suradnju arapskih država Perzijskog zaljeva. Od njegovih članica, namjeravaju ga uvesti Katar, Saudijska Arabija, Bahrain i Kuvajt. Naziv 'khaleeji' je arapska riječ značenja 'zaljevski', što asocira na Perzijski zaljev. Ipak službeno ime za ovu valutu još uvijek nije određeno. Predložilo se naziv 'dinar' s obzirom na to da je takvo ime za valutu već u primjeni u nekim arapskim državama, kao takva se spominje u Kuranu i bila je u upotrebi u vrijeme proroka Muhammeda.
S obzirom na to da islam zabranjuje bilo koju vrstu kamate, pretpostavlja se (s obzirom na bankarsko umnažanje novca) da će nova valuta u potpunosti biti pokrivena zlatom.
Sjedište središnje banke za ovu valutu će biti u saudijskom gradu Rijadu. Ovo je odlučeno 05. svibnja 2009. godine na konzultativnom sastanku na vrhu održanom u palači Daraeyi u Rijadu. Ova odluka je uznemirila čelnike UAE zbog toga što su namjeravali da sjedište Središnje banke bude u njihovoj zemlji. Rezultat toga je da su UAE odustali od planirane zajedničke valute.